# La Matapédia
La Matapédia è una municipalità regionale di contea canadese localizzata nell'est della provincia del Québec, nella regione del Bas-Saint-Laurent.

## Suddivisione
Città (ville)
- Amqui
- Causapscal

Comuni (municipalité)
- Albertville
- Lac-au-Saumon
- Sainte-Florence
- Sainte-Marguerite
- Saint-Vianney
- Sayabec
- Val-Brillant

Villaggi (village)
- Saint-Noël